# Terço (militar)

Bandeira com a cruz de Santo André ou de Borgonha, adotada como insígnia dos terços

Um terço (do espanhol: tercio) constituía um tipo de unidade militar dos exércitos dos países da Península Ibérica. 
Internacionalmente, este tipo de unidade militar é também conhecida como "terço espanhol'" ou "quadrado espanhol", sendo este um sistema militar de síntese (entre a arma de fogo portátil, arcabuz, e os quadrados da infantaria de choque à moda suíça) que se desenvolve até 1550 e que assegurou à Espanha um poder sem igual.
Os terços, criados pelos Habsburgos, tornaram-se famosos pela sua bravura no campo de batalha, formando a elite das tropas espanholas. Durante muito tempo, foram a peça fundamental para a hegemonia terrestre do Império Espanhol. O Exército Português organizou terços — segundo o modelo espanhol — durante o reinado de D. Sebastião, mantendo-os até ao século XVIII.
A partir da década de 1920 a designação "terço" voltou a ser atribuída, no Exército Espanhol, às unidades de escalão regimento da Legião Espanhola é às unidades carlistas. Também, em Portugal, o termo "terço", foi reavivado como designação das unidades de escalão companhia da Legião Portuguesa, entre 1936 e 1974.

## Origem dos terços

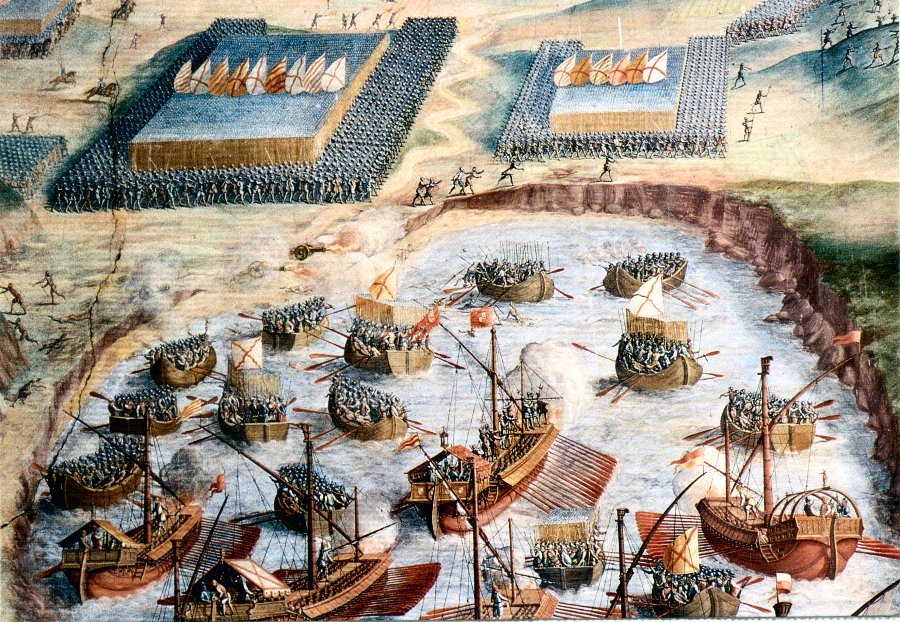
Desembarque de terços espanhóis na Ilha Terceira (1593) na luta contra as forças leais a D. António I de Portugal

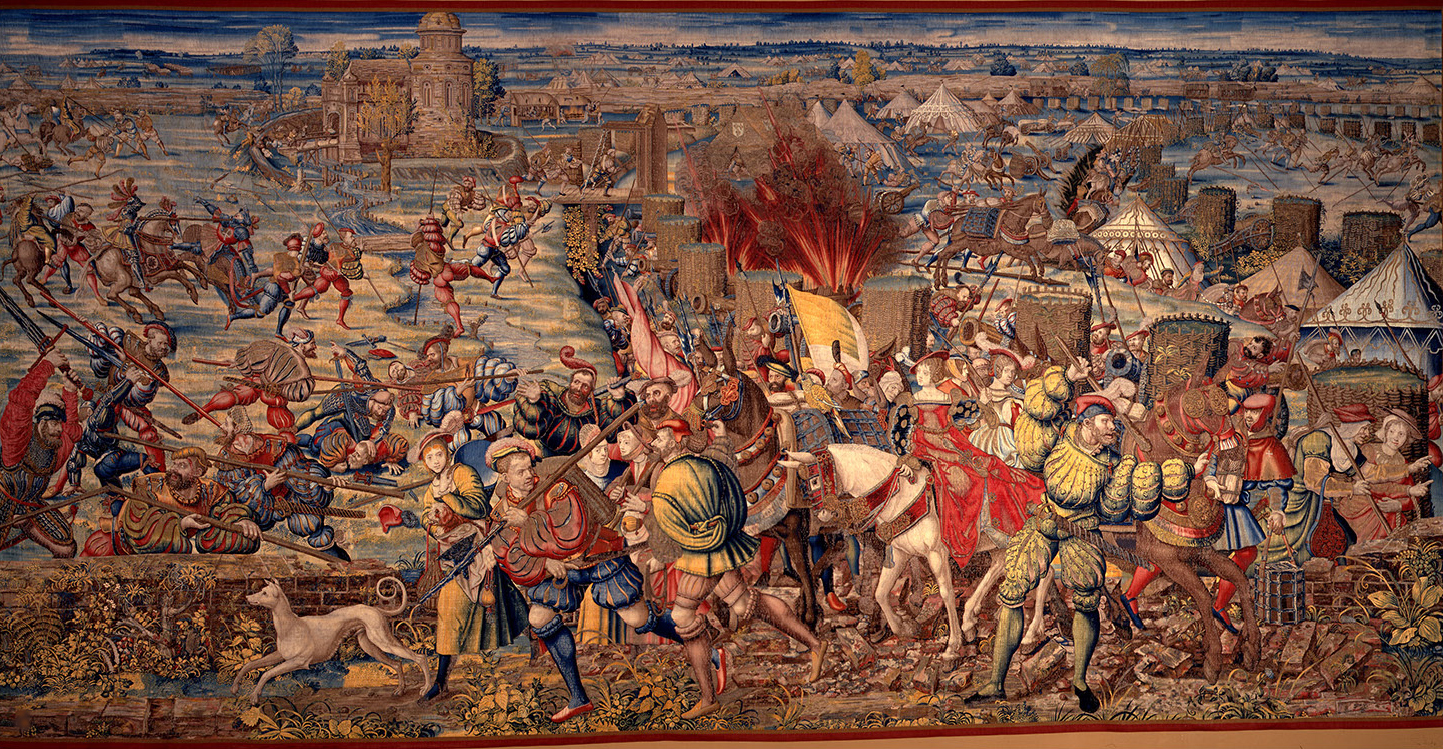
Batalha de Pavia (1525), onde os terços espanhóis derrotaram as tropas francesas

Apesar de terem sido criados, oficialmente, pelo imperador Carlos V, na sequência da reforma do Exército de 1534 — para guarnição dos domínios dos Habsburgos na Itália e para operações expedicionárias no Mediterrâneo — as suas origens são mais antigas.  A partir de 1494, Gonzalo Fernández de Córdoba (conhecido por el Gran Capitán), ao comandar as tropas espanholas em luta na Itália, organizou-as em "coronélias" que agrupavam várias "capitanias". No entanto, esta organização já vinha sendo desenvolvida, anteriormente, na Península Ibérica. Durante o reinado dos Reis Católicos, na sequência da guerra de conquista de Granada, as tropas de Aragão e Castela adoptaram o modelo dos piqueiros suíços. Pouco depois, as tropas eram divididas em três armas: piqueiros, escudados (armados com espadas) e besteiros, misturados com espingardeiros (armados com as primeiras armas de fogo portáteis). Pouco depois, desapareceram os escudados, passando os espingardeiros — e, depois, arcabuzeiros — a complementar os besteiros, até os substituírem completamente. As vitórias espanholas, na Itália, sobre os franceses, ocorreram quando ainda não se tinha completado o processo de organização dos terços. Os três primeiros terços são criados a partir das tropas estacionadas na Itália: da Sicília, de Nápoles e da Lombardia. Pouco depois, são criados os terços da Sardenha e das galés (este, considerado a primeira unidade infantaria naval do mundo). Estas cinco primeiras unidades são conhecidas pelos "terços velhos", as criadas posteriormente são conhecidas pelos "terços novos". A grande novidade dos terços é a sua constituição por soldados profissionais permanentes, em comparação com as tropas formadas por levas (mobilização) ou por mercenários até então usadas.
Inicialmente, os terços não eram unidades de combate, mas apenas unidades administrativas. Cada terço constituía uma espécie de estado-maior, do qual estavam dependentes várias companhias, territorialmente dispersas, que asseguravam a guarnição de diversas praças de Itália. Esta caraterística manteve-se, quando foram mobilizados terços para combater na Flandres. O comando do terço e das suas companhias era diretamente atribuído pelo rei, podendo, assim, as companhias agregar-se ou desvincular-se do terço segundo a conveniência. Assim, até ao século XVII, o caráter administrativo do terço tornava-o mais parecido a uma brigada do século XVIII do que a um regimento da mesma época. Esta situação só se alterou em meados do século XVII, quando os terços começaram a ser levantados por nobres — às suas próprias custas — que nomeavam os capitães das suas companhias e que eram os proprietários efetivos das suas unidades, como acontecia nos regimentos dos restantes exércitos da Europa.
Os terços inspiravam-se na legião romana, sendo unidades regulares, sempre em pé de guerra, mesmo que não existisse uma ameaça iminente. Alguns terços, no entanto, seriam criados especificamente para combaterem em determinada campanha, sendo identificados pelo nome do seu mestre de campo ou pelo teatro de operações onde atuavam.
A origem do termo "terço" ("tercio" em Espanhol) é algo obscura. Umas opiniões defendem que isso se deve o facto de terem sido, inicialmente, criados três terços, cada qual correspondendo a 1/3 das tropas espanholas estacionadas na Itália. Outros defendem que isso se deve a que, inicialmente, cada terço deveria incluir os três tipos de combatentes de infantaria da época: os piqueiros, os escudados e os besteiros. Uma terceira opinião defende que a origem do termo está nos 3 000 homens que constituíam o efetivos dos primeiros terços.

## Terços de Portugal

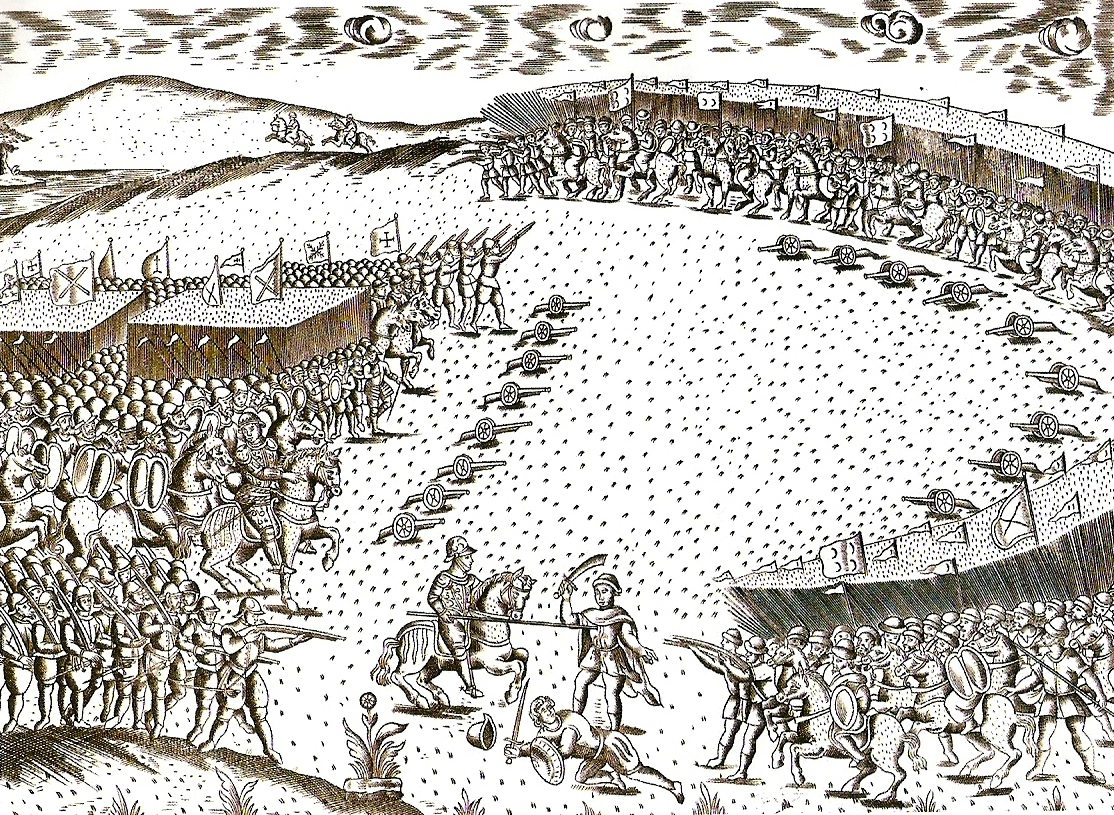
Terços portugueses na Batalha de Alcácer-Quibir (1578).

Portugal adoptou o terço de modelo espanhol, ainda no século XVI. No âmbito da reorganização do Exército, levada a cabo por D. Sebastião, foram levantados, em 1578, quatro terços: Terço de Lisboa — comandado por Diogo Lopes de Sequeira —, Terço de Santarém (Terço da Estremadura) — comandado por D. Miguel de Noronha —, Terço do Alentejo — comandado por Vasco da Silveira — e Terço do Algarve — comandado por Francisco de Távora. Cada terço resultava do agrupamento de oito companhias de ordenanças — organizadas em 1570 — totalizando cerca de 2 000 homens. Estes quatro terços, juntamente com o Terço dos Aventureiros (totalmente composto por nobres), três terços mercenários — o de Alemães comandado por Martim da Borgonha, o de Italianos e o de Castelhanos — e os atiradores da guarnição de Tanger constituíram o núcleo da infantaria portuguesa que combateu na Batalha de Alcácer-Quibir.
Durante a união real com Espanha, entre 1580 e 1640, o modelo militar espanhol influenciou ainda mais o das forças portuguesas. Durante esta época foi criado o Terço da Armada da Coroa de Portugal, antepassado remoto dos atuais Fuzileiros Navais Portugueses. Também, nesta época, foi formado o Terço Departamental de Portugal com base no Terço de Niño que tinha integrado o exército de Filipe II de Espanha que invadiu Portugal em 1580. Este terço passou a chamar-se "Terço de Infantaria Espanhola da Cidade de Lisboa" ou, simplesmente "Terço de Lisboa". Depois de 1640, este terço manteve-se no Exército Espanhol, passando a designar-se "Regimento de Infantaria Lisboa" no século XVIII e, mais tarde, "Regimento de Infantaria Zaragoça Nº 12", até ser extinto em 1963.
Depois da Restauração de Independência, a 1 de dezembro de 1640, D. João IV organizou o Exército Português de modo a estar capaz de repelir as tentativas de reanexação espanholas. Foi restaurada a organização militar do tempo de D. Sebastião, reorganizando-se as Ordenanças, parte das quais passou a integrar a nova categoria dos Auxiliares, tropas de 2ª linha, cuja infantaria estava organizada em terços auxiliares. Foram introduzidas também as tropas pagas (1ª linha), cuja infantaria foi organizada segundo o modelo espanhol de terços pagos. Entre 1641 e 1642 foram criados 10 terços pagos: um na província de Entre-Douro-e-Minho, dois na Beira, dois na Estremadura e cinco no Alentejo. Mais tarde foram criados os terços novos da Guarnição da Corte e de Entre-Douro-e-Minho. Tendo sido atingido o número de terços autorizados pelas Cortes, existiam terços que eram pagos por entidades exteriores ao Exército: Terço da Armada — mantido pelo Conselho Ultramarino —, Terço da Junta — mantido pela Junta do Comércio — e Terço do Porto — mantido pela Câmara Municipal do Porto. Estes terços contribuíram decididamente para a vitória portuguesa na Guerra da Restauração.
Em 1707, estando as tropas portuguesas a combater na Guerra da Sucessão de Espanha, D. João V ordena que os terços pagos sejam transformados em regimentos de infantaria, comandados por coronéis, segundo o modelo em vigor no resto da Europa. A alteração teve, sobretudo, a ver com a harmonização das designações das unidades e postos militares do Exército Português com as dos exércitos aliados estrangeiros. No que diz respeito aos terços auxiliares, os mesmos mantiveram-se até 1796, altura em que passaram a designar-se regimentos de milícias.

## História e primeiros combates

Bandeira do Terço da Liga.

Bandeira do Terço de Spinola.

Bandeira do Terço de Alburquerque.

A estrutura militar, implementada pelos Reis Católicos para a conquista de Granada e para as campanhas na Itália, sofreu uma forte influência do modelo suíço. As vitórias da infantaria suíça, que combateu a pé firme contra a cavalaria pesada da borgonhesa numa série de batalhas campais, revolucionaram os métodos de guerra da Idade Média. Os teóricos militares da época aprenderam a lição que, quadrados de piqueiros bem formados e disciplinados, poderiam derrotar qualquer cavalaria que lhe aparecesse pela frente.
A eficácia em combate, dos terços espanhóis, baseava-se num sistema de armas que unia a arma branca (o pique) à arma de fogo (o arcabuz). A superioridade do terço, em relação ao quadrado compacto suíço, estava na sua maior capacidade em subdividir-se em unidades mais móveis até chegar ao combate corpo a corpo individual. Essa fluidez tática favorecia a predisposição combativa do soldado de infantaria espanhol.
O Terço da Lombardia participou na conquista espanhola do Ducado de Milão em 1534, logo um ano após a sua criação.
Na Batalha de Mühlberg, em 1547, as tropas do imperador Carlos V venceram uma liga de príncipes protestantes alemães, graças, sobretudo, à atuação dos piqueiros imperiais.
Em 1557, o Exército Espanhol derrotou completamente o Exército Francês na Batalha de San Quintin e, um ano depois, na Batalha de Gravelines. Nestas batalhas destacou-se a eficaz atuação dos terços.

## Organização

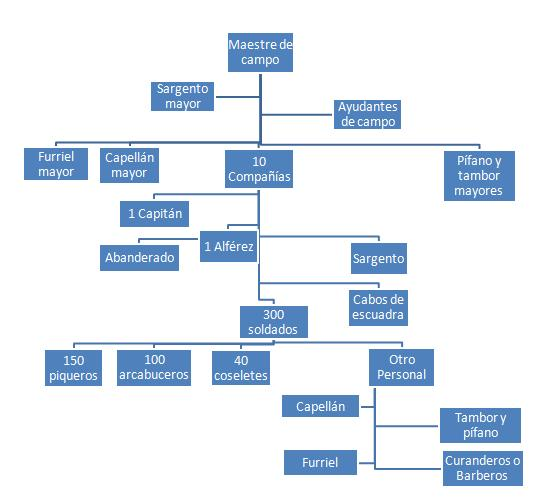
Organização de um Terço.

A organização dos terços variou bastante, durante a sua existência. A estrutura original dos terços de Itália dividia-os em 10 capitanias ou companhias (oito de piqueiros e duas de arcabuzeiros), com 300 homens, cada uma. Cada companhia incluía o capitão, o alferes, o sargento e 10 cabos (cada um comandando uma esquadra de 30 homens). Além dos oficiais, cada companhia incluía alguns funcionários administrativos e auxiliares como furriel, capelão, músicos e pajem do capitão.
Posteriormente, os terços da Flandres adoptaram uma organização a 12 companhias, cada qual com 250 homens. Dessas companhias, 10 eram de piqueiros e duas de arcabuzeiros. Cada grupo de quatro companhias formava uma coronélia. O estado-maior (conhecido por "plana-maior") dos terços da Flandres incluía um mestre de campo (comandante do terço, nomeado pela autoridade real), um sargento-mor (segundo comandante) e três coronéis (um por cada coronélia). Posteriormente, desapareceriam os coronéis.
Os terços apresentavam-se, no campo de batalha, agrupando os piqueiros no centro da formação, escoltados pelos arcabuzeiros. Alguns arcabuzeiros eram colocados fora da formação principal, formando mangas, para fustigar o inimigo.
Com a evolução dos armamentos e das táticas de combate, as caraterísticas dos terços foram-se aproximando das dos regimentos existentes no resto da Europa. As companhias de piqueiros e de arcabuzeiros foram sendo substituídas por mosqueteiros e estas, posteriormente por fuzileiros (armados com espingardas) Assim, a partir do final do século XVII, o terço incluía, normalmente, oito companhias de fuzileiros e uma companhia de granadeiros.

## Recrutamento

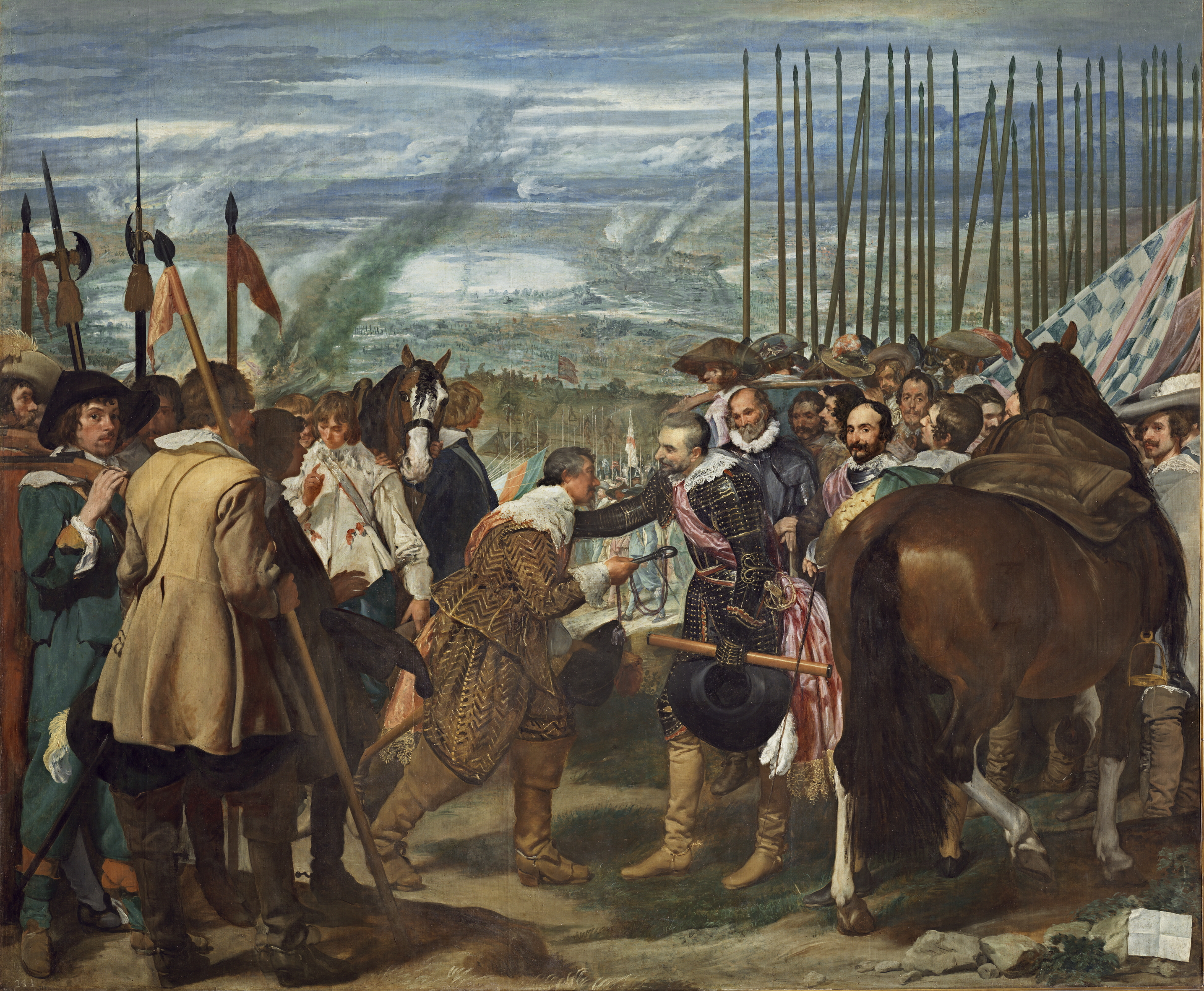
A Rendição de Breda, de Velázquez, vendo-se a bandeira do Terço de Spinola, atrás do cavalo.

O pessoal de cada unidade era sempre voluntário e treinado no próprio terço. Este sistema viria a ser o gérmen dos exércitos profissionais modernos. Os exércitos espanhóis da época integravam soldados recrutados em todos os domínios dos Habsburgos. Além disso integravam mercenários alemães, italianos, valões, suíços, flamengos, ingleses, irlandeses, portugueses, espanhóis e outros. No conjunto do exército a proporção de efectivos Portugueses e Espanhós tendia a ser inferior aos 50%. Na guerra da Flandres, por exemplo, o número de efetivos Portugueses e Espanhóis era de apenas 10% a 15%. No entanto os Espanhóis eram considerados o núcleo combatente por excelência, encarregado das missões mais duras e arriscadas e, consequentemente, com melhores pagamentos. Inicialmente, só as tropas originárias da Península Ibérica estavam agrupadas em terços, existindo a proibição dos mesmos incorporarem soldados de outras nacionalidades. Na década de 1580 formaram-se os primeiros terços de Italianos, cuja qualidade se comparava à dos terços de Portugueses e Espanhóis. No início do século XVII formaram-se terços de Valões, considerados de qualidade inferior. Os lansquenetes alemães ao serviço dos Habsburgos nunca foram enquadrados em terços, combatendo organizados em companhias independentes. O exército do duque de Alba, na Flandres, era composto por 5 000 Portugueses e Espanhóis, 6 000 Alemães e 4 000 Italianos.
Quando um terço precisava de alistar soldados, o rei concedia uma autorização especial (conducta) — assinada pela sua própria mão — aos capitães designados que tinham atribuído um distrito de recrutamento e que deviam ter o número de homens suficiente para compor uma companhia. O capitão, então, desfraldava a bandeira da companhia, num lugar determinado e alistava os voluntários que acorriam, em grande quantidade, graças à fama dos terços, nos quais pensavam poder obter uma boa carreira e ganhar uma boa fortuna. Estes voluntários incluíam desde humildes camponeses até fidalgos arruinados ou filhos segundos de famílias nobres. Normalmente, não se recrutavam menores de 20 anos nem pessoas idosas. Era expressamente proibido o recrutamento de religiosos ou de doentes contagiosos. Os recrutas tinham que passar por uma revista de inspeção, na qual, poderiam ser expulsos se fosse verificado que não tinham as condições necessárias para o combate. Ao contrário do que ocorria em outros exércitos, os soldados dos terços não eram obrigados a jurar fidelidade e lealdade ao rei.
O alistamento era por tempo indefinido, acabando quando houvesse concessão de licenciamento por parte do rei ou mesmo pelos generais do exército. Partia-se do princípio que o juramento era tácito e efetivo a partir do momento do recrutamento. Ao entrar no terço, normalmente, o soldado recebia logo um soldo adiantado para pagar o seu próprio equipamento.
Apesar das condições de recrutamento variarem, de acordo com as necessidades, exigia-se que o soldado estivesse saudável e forte, com uma boa dentadura para se poder alimentar dos duros biscoitos que constituíam o elemento principal da alimentação distribuída às tropas. As principais zonas de recrutamento eram Castela, Andaluzia, Navarra, Levante Espanhol e Aragão. Não existiam centros de instrução, porque a mesma era da responsabilidade dos sargentos e cabos. Na verdade os recrutas eram treinados em marcha, sendo divididos por todas as companhias, para melhor aprenderem com os veteranos e, também, para não se enfraquecer demasiado uma única companhia. Era também comum que, dentro das companhias, se formassem grupos de camaradas, cada qual integrando cinco ou seis soldados unidos por laços especiais de amizade e que enfrentavam, juntos, os perigos. Este tipo de fraternidade criava coesão e levantava o moral das tropas, sendo favorecida pelos comandos que, inclusive chegaram a proibir que os soldados vivessem sozinhos.
As promoções estavam, sobretudo, relacionadas com a aptidão e o mérito, mas tinham, também, muito em conta a antiguidade e a classe social. Para ser promovido de soldado a cabo eram necessários, no mínimo, cinco anos, um ano de cabo a sargento, dois de sargento a alferes e três de alferes a capitão. O capitão respondia, pela sua companhia, perante o sargento-mor que, por sua vez, era o braço direito do mestre de campo. O mestre de campo, nomeado diretamente pelo rei, tinha total poder militar, administrativo e legal sobre o seu terço.

## O esquadrão e as técnicas de combate

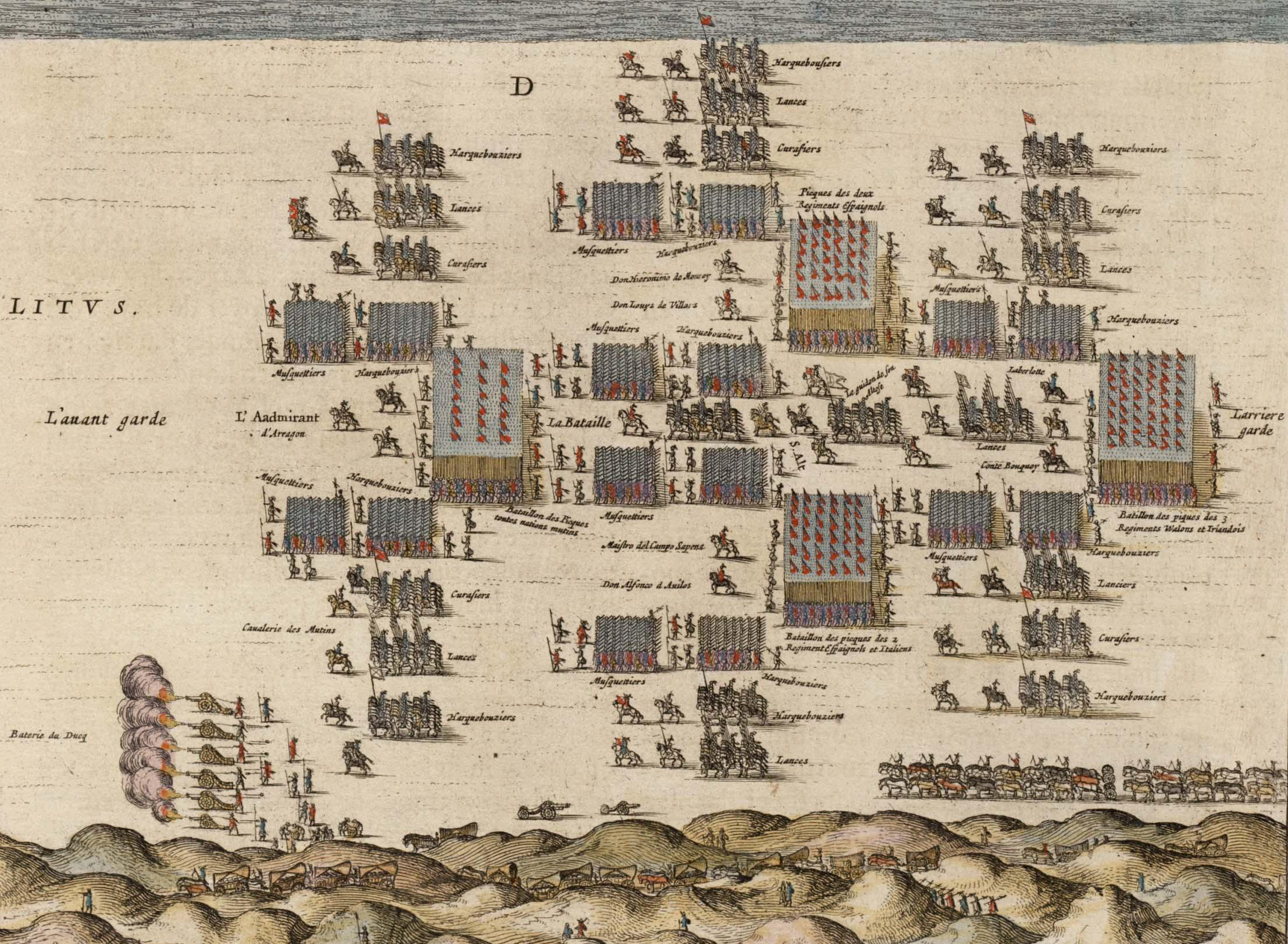
Terços marchando em formação durante a Batalha de Nieuport, em 1600.

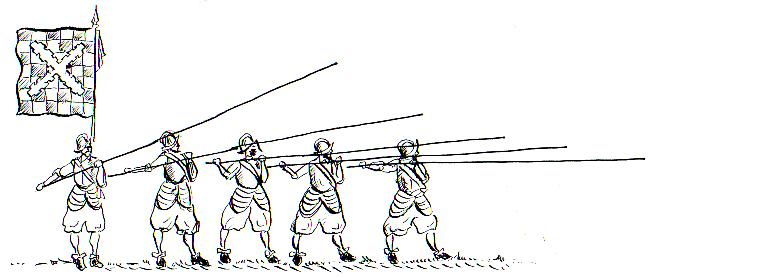
Fila de piqueiros num terço.

Os Espanhóis conservaram a hegemonia militar durante o século XVI e grande parte do XVII, muito graças aos seus terços.
O esqueleto do terço contava com três classes de combatentes: piqueiros, arcabuzeiros e mosqueteiros. Além disso, ocasionalmente, podiam-lhe ser adidas tropas de artilharia e de cavalaria.
A formação de combate dos terços era o esquadrão. Vários tratados da época desenvolviam o que era conhecido como "arte de esquadronar", apresentando tabelas e fórmulas para organizar esquadrões com, até, 8 000 homens. Desapareceram totalmente as façanhas individuais — que tanta fama e prestígio gozaram na Idade Média — pois a infantaria baseava-se inteiramente no anonimato. Os oficiais e alguns graduados dispunham de cavalos para as marchas longas, mas todos combatiam a pé em terra, integrados em grandes formações quadradas ou retangulares, com uma disciplina estritamente imposta por movimentos de manobra e de alinhamento. Durante os trajetos, as tropas costumavam se deslocar sempre em coluna, mas formavam blocos geométricos para combater.
Estes blocos geométricos repeliam facilmente a cavalaria e lutavam, habilmente combinados com o resto da infantaria. Deviam, no entanto, evitar colocar-se dentro do alcance da artilharia inimiga, que os podia destroçar e causar grandes baixas. Este fator era importante apesar do reduzido alcance e mobilidade das bocas de fogo de artilharia da época.
A formação mais típica dos terços em combate era o esquadrão de piqueiros. Os arcabuzeiros deviam apoiar a ação do esquadrão colocando-se nos seus flancos — em formações chamadas "mangas" — para evitar que o inimigo o envolvesse. Esta tática era, sobretudo, empregue, em campo aberto, sendo as ordens transmitidas através do sargento-mor para os sargentos das companhias e destes para os seus capitães. Todos os movimentos eram realizados em absoluto silêncio, de forma a que só no momento do choque era permitido dar o grito de guerra.
A doutrina da época determinava usar piqueiros contra a cavalaria, usar arcabuzeiros contra os piqueiros e lançar a cavalaria sobre os arcabuzeiros inimigos, já que estes ficavam bastantes vulneráveis entre o momento do disparo e o final do recarregamento da sua arma.
Durante os primeiros disparos, para que as baixas não deixassem demasiados buracos no esquadrão de piqueiros, os soldados avançavam uma posição na formação, quando a mesma ficava vazia, permitindo manter uma imagem de compacticidade.
O esquadrão de piqueiros podia organizar-se de quatro maneiras: esquadrão quadrado (frente igual à profundidade), esquadrão prolongado (três quadrados unidos, que podiam adquirir a variante de em meia lua, na qual as alas curvavam-se para proteger o centro), esquadrão em cunha (formação triangular, que podia adquirir a forma de tenaz ou de serra, quando se unia a outros) e esquadrão em losango.
Se se tratava de um assédio a uma praça-forte, os terços realizavam obras de entrincheiramento para cercar a fortaleza e aproximar os canhões e as minas dos seus muros. Um dos esquadrões manter-se-ia de reserva para repelir qualquer tentativa de contra-ataque dos sitiados. Se fosse necessária uma retirada, ela seria feita o mais secretamente possível, mantendo um esquadrão de segurança para cobrir a retaguarda.

## Armamento e vestuário

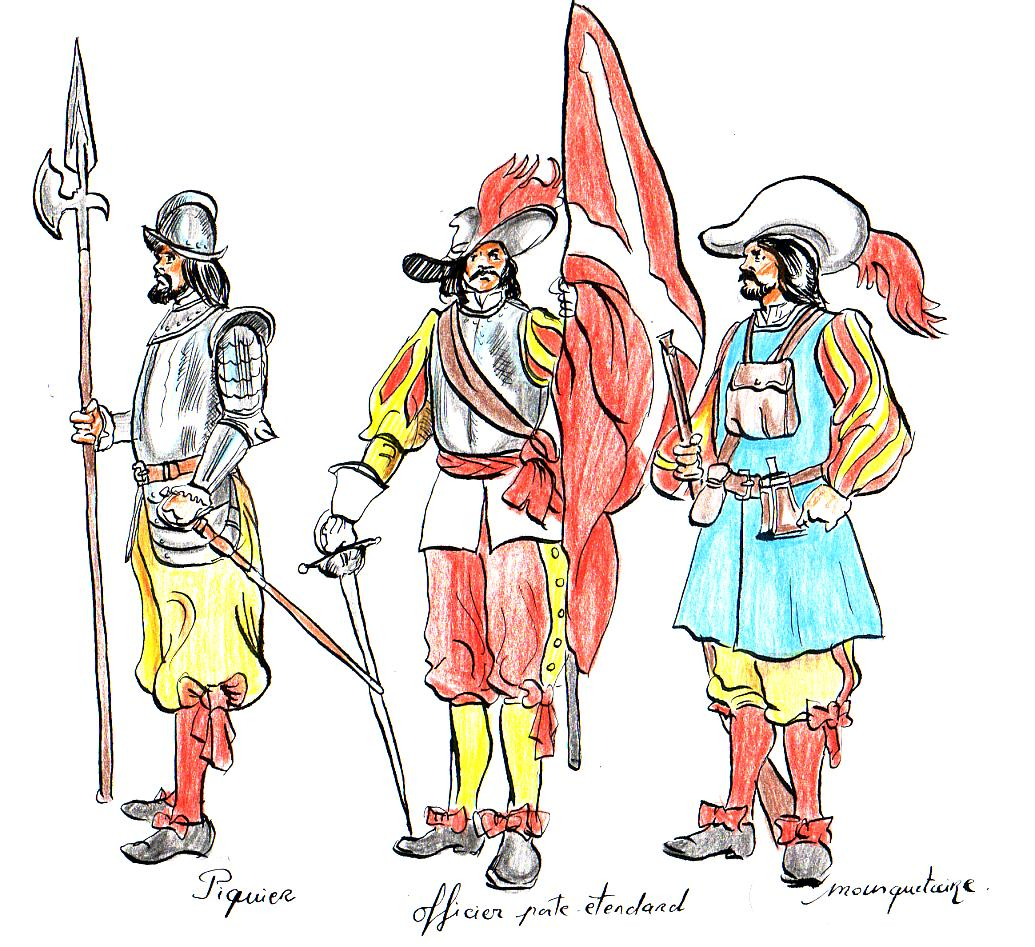
Soldados de um terço do século XVII. Da esquerda para a direita: piqueiro (alabardeiro), alferes e mosqueteiro.

Não existia uma verdadeira uniformidade no vestuário usado pelos membros dos terços. O vestuário mais habitual incluía um gibão, calções, camisa, meias-calças, chapéu de aba larga, sapatos. Cada homem podia vestir-se à sua maneira já que o vestuário era pago do seu bolso. No que diz respeito ao armamento individual, o mesmo era fornecido pela coroa, que descontava o seu valor em soldos futuros do soldado. Por outro lado, cada soldado também podia adquirir, diretamente, o seu próprio armamento.
Conforme o tipo de combatente (piqueiro, arcabuzeiro ou mosqueteiro), o seu equipamento variava.
Os piqueiros usavam o pique (um tipo de lança) com um comprimento de 3 m a 6 m, bem como uma espada à cintura. Segundo o seu armamento defensivo, os piqueiros dividiam-se entre "piques secos" e "piques armados" (piqueiros pesados). Os primeiros levavam meia armadura e, às vezes, capacete ou morrião. Os segundos protegiam-se com celada ou morrião, peitoral, espaldar e escarcela. A espada era indispensável para o combate corpo a corpo, sendo, normalmente de duplo fio, não medindo mais de um metro de modo a ser mais ligeira e transportável.
Os arcabuzeiros adquiriram muita importância dentro dos terços: levavam um capacete, gola de malha, colete de couro e, por vezes, peitoral e espaldar. A sua arma era o arcabuz, um tubo de ferro, montado sobre uma caixa de madeira com culatra. No equipamento incluíam-se, também, uma bandoleira para as cargas de pólvora e uma bolsa para as balas. Cada arcabuzeiro recebia uma determinada quantidade de chumbo e um molde, já que deveria ser ele a fundir as suas próprias balas. No final do século XVI, cada terço dispunha apenas de três companhias de arcabuzeiros — consideradas subunidades de elite — formadas por soldados jovens e resistentes. Pelo seu elitismo os arcabuzeiros tinham um tratamento especial, estando dispensados de realizar guardas e recebendo um soldo maior.
Os mosqueteiros levavam um equipamento muito semelhante ao dos arcabuzeiros. A diferença estava, obviamente no armamento e no uso de um chapéu de abas largas em vez de capacete. Enquanto os últimos estavam armados com um arcabuz, os primeiros dispunham de um mosquete — arma de maior calibre e alcance, que só podia ser disparada apoiada numa forquilha assente no solo. O alcance do mosquete permitia, aos mosqueteiros, sair da formação cerrada, abrir fogo e recolher-se ao esquadrão. A sua introdução nos terços deu-se em 1567, por intermédio do duque de Alba, já que, até então só eram utilizados na defesa de praças muralhadas.
Todos os soldados podiam ter moços ou criados, desde que tivessem uma posição económica ou social suficiente para lhes poder pagar. Eram uma espécie de escudeiros que aprendiam, com os seus amos, a arte da guerra, o cuidado com as armas e o tratamento de cavalos. Um grande número de protegidos e de não combatentes acompanhava os terços, durante a marcha, desde os carregadores para transportar as bagagens até aos comerciantes com carros de víveres, passando pelas prostitutas. Estas últimas. como medida de controlo da ordem, não podiam passar a noite com os soldados, tendo que abandonar o acampamento até ao final da tarde.
À medida que foram passando os anos, os terços foram sofrendo reorganizações, que levaram à redução da proporção de piqueiros, em relação aos arcabuzeiros e mosqueteiros. As reorganizações levaram, também à redução dos efetivos globais de cada terço.

## Alimentação, saúde e religião

Bandeira do Terço de Morados Velhos.

Bandeira do Terço de Amarelos Velhos.

A alimentação de um soldado raso incluía, aproximadamente, um quilo de pão ou biscoito, uma libra de carne, meia libra de peixe, uma pinta de vinho, além de azeite e vinagre, o que correspondia a 3 300 a 3 900 quilocalorias diárias. De observar que, cada soldado, era responsável pela preparação da sua própria alimentação, ainda que a preparação de alguns alimentos fosse feita em comum, por grupos de solados, nos fogões dos acampamentos.
Cada terço dispunha de um médico, um cirurgião e um boticário. Todas as companhias contavam com o barbeiro para primeiros-socorros e os feridos graves eram transportados para o hospital geral, onde havia enfermeiros, médicos e cirurgiões. Este hospital funcionava a cargo dos próprios soldados mediante o chamado "real de limosna" (valor descontado do soldo), a venda de bens pessoais de doentes que faleciam sem testamento ou doações. Existia, aproximadamente, um cirurgião por cada 2 200 soldados, apesar dos feridos, por vezes, serem tantos que ultrapassavam a capacidade daqueles. A maioria dos soldados veteranos estavam cobertos de cicatrizes e, muitos, acabavam aleijados ou mutilados sem nenhuma compensação. As amputações eram seguidas pela sua cauterização e as curas das feridas eram feitas com infusões de vinho, aguardente ou alguns unguentos. Isso, no entanto, muitas vezes, não era suficiente para evitar infeções que acabavam por degenerar em gangrena.
Os terços mantinham uma enorme moral no combate mediante um implícito apoio religioso em campanha. Normalmente, os soldados rezavam antes de combater. Também, cada manhã, saudava-se a Virgem Maria com três toques de corneta. Cada terço dispunha de um capelão-mor e, cada companhia, de um capelão.

## O final dos terços
A Batalha de Rocroi, a 19 de maio de 1643 marcou o final do mito da invencibilidade dos terços espanhóis. A derrota dos terços espanhóis foi uma autêntico golpe moral sobre os soldados levando-os a um quase completo desânimo. A esta derrota, e outras posteriores, na Guerra dos Trinta Anos, associou-se a obsolescência do armamento, instrução e táticas de combate usadas pelos terços. Os terços vão perdendo as suas caraterísticas iniciais, aproximando-se das dos regimentos dos outros países europeus. Os terços espanhóis acabam por ser dissolvidos por Filipe V de Espanha em 1704, sendo substituídos por regimentos comandados por coronéis, segundo o modelo francês dos Bourbons.
Já depois de extintos em Espanha os terços ainda se mantêm na primeira linha do Exército Português — terços pagos — até 1707, quando passam a designar-se "regimentos de infantaria" e na sua segunda linha — terços auxiliares — até 1796, altura em que passam a designar-se "regimentos de milícias". Na altura da sua extinção, os terços já tinham todas as caraterísticas de regimentos, havendo apenas uma mudança na designação.

## Legado
Apesar de extintos os terços no início do século XVIII, a sua designação foi reavivada em algumas unidades das Forças Armadas da Espanha. No Exército Espanhol, atualmente, são designadas "terços" as quatro unidades de escalão regimento da Legião Espanhola (cujo nome original de 1920, era, inclusive, "Terço de Estrangeiros"). Na Marinha Espanhola são designadas "terços" várias unidades de infantaria naval, inclusive o Terço da Armada, a principal unidade expedicionária deste tipo.
Também, grande parte das unidades das Forças Armadas Espanholas, mantém como sua insígnia, a cruz de Santo André, o emblema dos antigos terços.
Em Portugal, o termo "terço" também foi reavivado em 1936 como designação das unidades de escalão companhia da Legião Portuguesa, a milícia do Estado Novo. A Legião Portuguesa tinha terços de cavalaria, terços independentes de infantaria e terços integrados em batalhões de infantaria.